# Генерал Рахимов (фильм)
«Генерал Рахимов» — советский чёрно-белый широкоэкранный художественный фильм на тематику Великой Отечественной войны, снятый режиссёром Загидом Сабитовым на киностудии «Узбекфильм» в 1967 году.
Премьера фильма состоялась 19 февраля 1968 года.

## Сюжет
Фильм рассказывает о советском генерале, военачальнике и Герое Советского Союза Сабире Умаровиче Рахимове, командующего дивизией в составе 2-го Белорусского фронта в годы Великой Отечественной войны.

## В ролях
- Закир Мухамеджанов — Сабир Рахимов
- Владислав Стржельчик — бригадефюрер СС Фрике
- Василий Цыганков — Леонид Оборин
- Владимир Прохоров — Михаил Холод
- Клеон Протасов — Павел Бобылёв
- Александр Попов — Маслов
- Георгий Шевцов — Браун
- Александр Ширшов — дядя Кондрат
- Янис Грантиньш — Йоахим Вернер
- Антон Сунцев — Александр Короленко
- Эльвира Бруновская — сержант медицинской службы
- Гиви Берикашвили — усатый
- Елена Санаева — Люся
- Ладо Цхвариашвили — майор
- Баба Аннанов — Хаким Нурмухамедов
- Исамат Эргашев — Бабаев

## Съёмочная группа
- Режиссёр: Загид Сабитов
- Сценаристы: Игорь Луковский, Загид Сабитов, Камиль Яшен
- Оператор: Леонид Травицкий
- Композитор: Румиль Вильданов
- Художник: Валентин Синиченко

## Фестивали и награды
- Всесоюзный кинофестиваль—1968 в Ленинграде:
  - Диплом жюри творческим коллективам создателей фильмов «Генерал Рахимов» и «Сильные духом» за разработку военно-патриотической темы[1]
  - Дополнительная вторая премия Закиру Мухамеджанову (фильм «Генерал Рахимов») и Гунару Циклинскому (фильм «Сильные духом») за исполнение мужской роли[1]
- Кинофестиваль республик Средней Азии и Казахстана во Фрунзе—1968:
  - Диплом режиссёру Загиду Сабитову «За профессиональное мастерство и хорошее знание материала в постановке батальных сцен, а также за интересную трактовку образа героя»[2]